# Andrzej Makólski

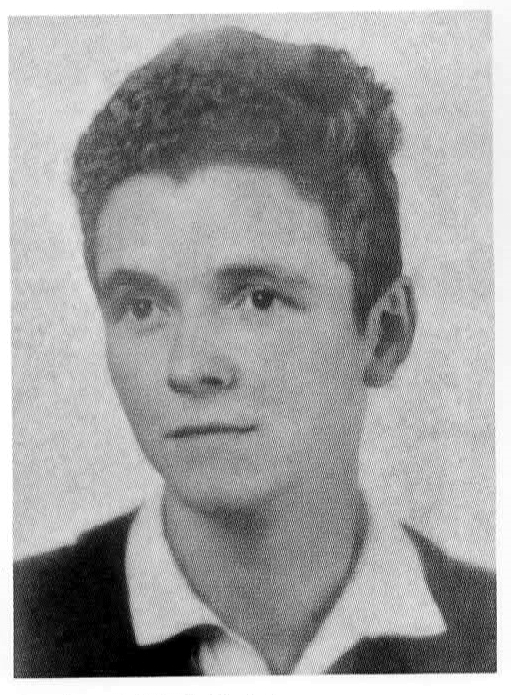
Andrzej Makólski ps. Mały Jędrek

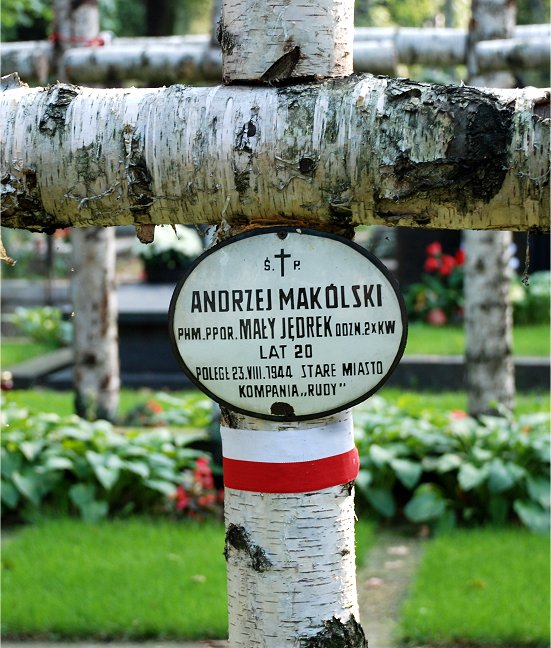
Grób Andrzeja Makólskiego w kwaterze Batalionu „Zośka” (A-20) na warszawskim Cmentarzu Wojskowym na Powązkach

Andrzej Makólski ps. Mały Jędrek (ur. 22 listopada 1924 lub 24 listopada 1924, zm. 23 sierpnia 1944 w Warszawie) – podporucznik, podharcmistrz, uczestnik powstania warszawskiego jako żołnierz, a następnie dowódca II plutonu „Alek” 2. kompanii „Rudy” batalionu „Zośka”.

## Życiorys
Podczas okupacji niemieckiej działał w zbrojnym podziemiu.
W powstaniu warszawskim walczył na Woli i na Starym Mieście. Od 22 sierpnia 1944 dowodził II plutonem „Alek”. Zastąpił na tym stanowisku Jana Jaworowskiego, który w tym dniu został ciężko ranny.

Andrzej Makólski zginął 23. dnia powstania warszawskiego, w obronie Szpitala Jana Bożego przy ul. Bonifraterskiej 12. Miał 20 lat. Pochowany w kwaterach żołnierzy i sanitariuszek batalionu „Zośka” na Wojskowych Powązkach w Warszawie (kwatera A20-3-15).
Został dwukrotnie odznaczony Krzyżem Walecznych.